# Lloyd Bridges
Lloyd Vernet Bridges, Jr. (født 15. januar 1913, død 10. marts 1998) var en amerikansk skuespiller.